# Le Tombeau étrusque
Le Tombeau étrusque est le huitième album de la série Alix, écrite et dessinée par Jacques Martin. Il a été publié en 1968 aux Éditions Casterman.

## Synopsis
Dormant dans la remise d'une ferme incendiée, Alix, Enak et le jeune Octave, neveu de Jules César, sont soudain réveillés par les vociférations de cavaliers masqués qui attaquent une grosse exploitation. Une fois les habitants chassés de leurs bâtiments, les agresseurs préparent un bûcher pour y sacrifier un enfant à Moloch-Baal. Alix et ses compagnons interviennent à temps.

## Personnages
- Alix Graccus
- Enak
- Octave : futur empereur Auguste, héritier de Jules César
- Valérius Sinner
- Lidia Octavia : sœur aînée d'Octave, déjà mariée dans la réalité
- Tullius
- Brutus Tarquinus
- Antonia : épouse de Tullius
- Claudius
- Vésius Pollion : préfet de Tarquini